# Jackson Junction (Iowa)
Jackson Junction es una ciudad ubicada en el condado de Winneshiek en el estado estadounidense de Iowa. En el Censo de 2010 tenía una población de 58 habitantes y una densidad poblacional de 3,74 personas por km².

## Geografía
Jackson Junction se encuentra ubicada en las coordenadas 43°6′5″N 92°2′46″O / 43.10139, -92.04611. Según la Oficina del Censo de los Estados Unidos, Jackson Junction tiene una superficie total de 15.52 km², de la cual 15.52 km² corresponden a tierra firme y (0%) 0 km² es agua.

## Demografía
Según el censo de 2010, había 58 personas residiendo en Jackson Junction. La densidad de población era de 3,74 hab./km². De los 58 habitantes, Jackson Junction estaba compuesto por el 98.28% blancos, el 0% eran afroamericanos, el 0% eran amerindios, el 1.72% eran asiáticos, el 0% eran isleños del Pacífico, el 0% eran de otras razas y el 0% pertenecían a dos o más razas. Del total de la población el 0% eran hispanos o latinos de cualquier raza.